# Glasögontetraka
Glasögontetraka (Xanthomixis zosterops) är en fågel i familjen madagaskarsångare inom ordningen tättingar.

## Utseende och läte
Glasögontetrakan är en medelstor, matt olivgrön tetraka med ljusa "glasögon" som skiljer den från sina närmaste släktingar. Vissa fåglar i nordöstra delen av utbredningsområdet är mörka, och där med lika den mycket sällsynta arten mörk tetraka. Den skiljer sig dock genom mer bjärt färgade "glasögon", ljusare undersida och längre stjärt. Lätet är en serie med silvriga, fräsande "spit".

## Utbredning och systematik
Glasögontetraka är liksom hela familjen madagaskarsångare endemisk för Madagaskar. Den delas upp i fyra underarter med följande utbredning:
- Xanthomixis zosterops fulvescens – förekommer i fuktiga skogar på allra nordligaste Madagaskar (Mt. d'Ambre)
- Xanthomixis zosterops andapae – förekommer på nordöstra Madagaskar (Andapa)
- Xanthomixis zosterops zosterops – förekommer på östra Madagaskar
- Xanthomixis zosterops ankafanae – förekommer i högländerna på sydöstra Madagaskar (Fianarantsoa)

Vissa inkluderar andapae och ankafanae i nominatformen.

### Familjetillhörighet
Tetrakorna i Xanthomixis har traditionellt betraktats som bulbyler (Pycnonotidae) och till och med inkluderats i bulbylsläktet Phyllastrephus. DNA-studier visar dock att de tillhör en grupp fåglar som enbart förekommer på Madagaskar och som numera urskiljs som en egen familj, Bernieridae.

## Levnadssätt
Glasögontetrakan hittas i undervegetation i regnskog. Den slår ofta följe med kringvandrande artblandade flockar.

## Status och hot
Arten har ett stort utbredningsområde, men tros minska i antal, dock inte tillräckligt kraftigt för att den ska betraktas som hotad. Internationella naturvårdsunionen IUCN listar arten som livskraftig (LC).